# Keenagh
Keenagh (auch: Kenagh, irisch Caonach, deutsch: moosbewachsener Ort) ist ein Dorf im County Longford in der Republik Irland mit 753 Einwohnern. 

## Lage

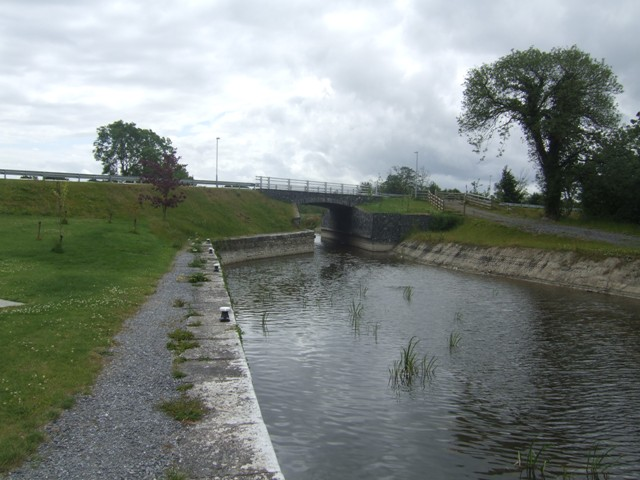
Der Royal Canal

Keenagh liegt etwa 13 Kilometer südlich von Longford. 600 Meter westlich verläuft in Nord-Süd-Richtung der Royal Canal von Dublin nach Longford. Entlang des Kanals führt der Royal Canal Greenway, ein beliebter Wander- und Radweg. Durch die Ortschaft selbst führt die R397 von Longford Richtung Ballymahon. 

## Sehenswürdigkeiten
Die Ortschaft hat eine anglikanische und eine katholische Kirche. Sehenswert sind das 1820 errichtete Gebäude der Keenagh Methodist Church, die 1832 errichtete anglikanische Saint George’s Church und die 1986 auf einem sechseckigen Grundriss errichtete Saint Dominic’s Catholic Church.
1878 wurde als King-Harman Memorial der dreigeschossige neogotische Uhrenturm erbaut.
Der Corlea Trackway ist ein Bohlenweg, der um 147 vor Christus im Moor bei Keenagh angelegt wurde. 